# Биттер, Вернер
Карл Вильгельм Вернер Биттер (нем. Karl Wilhelm Werner Bitter; 8 октября 1899, Билефельд — 1979) — немецкий дирижёр.
Учился в Консерватории Штерна, изучал также музыковедение в Берлинском университете. В 1932 году защитил в Лейпцигском университете диссертацию «Развитие немецкой комической оперы в XX веке» (нем. Studien zur Entwicklung der deutschen komischen Oper im 20. Jahrhundert), в том же году изданную в качестве монографии под названием «Современная немецкая комическая опера» (нем. Die deutsche komische Oper der Gegenwart).
В 1929—1932 гг. городской музыкант в Грайфсвальде. Затем работал в Хагене и Гладбахе-Райдте. В 1935—1943 гг. музыкальный руководитель Земельного театра в Дармштадте. В 1943—1946 гг. музикдиректор Гёттингена, возглавлял городской оркестр. В 1947—1952 гг. первый капельмейстер Франкфуртской оперы, отмечалась его работа с оперой Вольфганга Амадея Моцарта «Так поступают все женщины».
Жена, Эльза Домник-Биттер, — пианистка, ученица Фридриха Гернсхайма. Их сын Кристоф Биттер (1932—1995) — музыковед и музыкальный журналист, автор монографии «Изменения в постановочных формах „Дон Жуана“ с 1787 по 1928 гг.» (нем. Wandlungen in den Inszenierungsformen des "Don Giovanni" von 1787 bis 1928).